# Eraser
Eraser是一款可在Microsoft Windows上運行的開源安全檔案擦除軟件。它支持擦除文件和硬盤卷。
它透過覆寫數據來擦除目標，使之不能夠被復原。它支持的擦除标准有HMG Infosec Standard 5、美國DoD 5220.22-M、古特曼演算法。
《Tech Advisor》、《衛報》、《个人电脑世界》皆推荐过這一款軟件，美國電腦緊急應變小組也在官方文件中以這款軟件作安全擦除軟件的例子。

## 外部連結
- 官方網站（页面存档备份，存于）
- 文件（页面存档备份，存于）